# Damiano Cunego
Damiano Cunego (Cerro Veronese, 1981. szeptember 19. –) aktív olasz profi kerékpárversenyző. 2004-ben megnyerte a Giro d’Italiát, 2008-ban az Amstel Gold Race-t. 2006-ban a legjobb 25 év alatti versenyző lett a Tour de France mezőnyében.
2018-ban visszavonult a versenyzéstől.